# Johannes Wulff
Johannes Charles Wulff, født 11. januar 1902 i København, død 29. december 1980 i Herlev, var en dansk digter og forfatter.
Johannes Wulff var søn af Adolf Wulff, kustode på Københavns Universitetsbibliotek, og Johanne Wulff (født Marcussen). Han tog studentereksamen fra Vestre Borgerdydskole i 1921 og studerede litteraturhistorie på Københavns Universitet. Ved siden af studierne var Johannes Wulff ansat som nattevagt på universitetsbiblioteket. I en kort periode efter at have afsluttet sine studier arbejdede han som huslærer på Mors og som journalist i 1928 på Morgenbladet. Hans første digte blev trykt i tidsskrifterne Katolsk Ungdom (1917) og Vejen (1922), men fik sin egentlige debut i 1928 med digtsamlingen Kosmiske Sange. Året efter udgav han romanen O, Ungdom! skrevet i prosaform. Bogen blev en læsersucces med 25.000 solgte eksemplarer. Wulffs skrivestil prægedes af tidens naivisme og humor. Han gav dog også plads til mere tragikomiske indslag i nogle af sine værker.
Wulff var gift to gange; først med Thyra Larsen 1931–1942 og derefter med Mary Vilain,1944–1958.

## Priser og hæder
- Carl Møllers Legat. 1930
- H.C. Andersen Mindemedaillen. 1931
- Emma Bærentzens Legat. 1937
- Drachmannlegatet. 1952
- H.C. Andersen-legatet. 1963
- Georg Brandes Legatet
- Astrid Goldschmidts Legat
- Johannes Ewald Legatet
- Det anckerske Legat
- Jeanne og Henri Nathansens Mindelegat